# Garden Ridge
Garden Ridge – miasto w Stanach Zjednoczonych, w stanie Teksas, w hrabstwie Comal. Garden Ridge wchodzi w skład obszaru metropolitalnego San Antonio.